# Stenobothrus crassipes
Stenobothrus crassipes är en insektsart som först beskrevs av Toussaint de Charpentier 1825.  Stenobothrus crassipes ingår i släktet Stenobothrus och familjen gräshoppor. Inga underarter finns listade i Catalogue of Life.